# Sciences de la Terre
 (octobre 2018).
Si vous disposez d'ouvrages ou d'articles de référence ou si vous connaissez des sites web de qualité traitant du thème abordé ici, merci de compléter l'article en donnant les références utiles à sa vérifiabilité et en les liant à la section « Notes et références ».
Les sciences de la Terre, ou géosciences, regroupent les sciences dont l'objet est l'étude de la Terre (surface terrestre et Terre interne, eau, air, biosphère) et de son environnement spatial. En tant que planète, la Terre sert de modèle à l'étude des planètes telluriques.
Depuis que des sondes spatiales permettent d'explorer d'autres objets du système solaire, la planétologie est aussi classée parmi les sciences de la Terre. Celle-ci étudie notamment la Lune, les planètes et leurs satellites naturels, les astéroïdes, les météorites et les comètes. On parle plus généralement des « sciences de la Terre et de l'Univers ».

## Principaux domaines

### Sciences géologiques
La géologie est la science qui, historiquement, s'occupait de la description et de l'histoire des couches externes de la Terre. Elle s'intéresse traditionnellement à la composition, à la structure et à l'évolution de la surface et des couches superficielles de la croûte terrestre qui, au cours des processus géologiques, sont tantôt enfouies sous la surface, tantôt exposées à la surface.
Depuis le milieu des années 1960, avec l'avènement de la tectonique des plaques par une méthode géophysique (magnétisme des roches), approuvant l'ancienne théorie de la dérive des continents d'Alfred Wegener, les géologues ont trouvé un cadre plus général et plus approprié dans lequel placer et interpréter leurs observations. Le résultat en est que les géologues s'intéressent maintenant aussi à des zones plus profondes de la croûte et du manteau de la Terre, qui avant 1965 furent essentiellement l'apanage des géophysiciens. Il en résulte un brassage des idées profitables pour l'ensemble des sciences de la Terre. Néanmoins, si les géologues tiennent compte dans leurs modèles géologiques des acquis de la géophysique interne, cette dernière fait appel à des modèles physiques suffisamment simples pour être mis en équations et dégager des résultats quantitatifs, tandis que les modèles géologiques sont souvent assez complexes mais restent qualitatifs.
Les sciences géologiques, organisées à l'échelle mondiale dans l'Union internationale des sciences géologiques, comprennent plusieurs disciplines qui se recoupent et sont souvent associées :
- La géologie proprement dite est la géologie physique, qui décrit en termes géologiques la vision que la géophysique fournit de la Terre ;
- La géologie structurale ou tectonique, dont le pendant géophysique est la tectonophysique (tectonique), est la science qui étudie les déformations de la Terre et les structures de l'écorce terrestre produites par des mouvements orogéniques, éventuellement par les mouvements des plaques terrestres ;
- La paléontologie étudie les fossiles, c'est–à-dire les restes fossilisés des nombreuses formes de vie ayant peuplé la Terre dans le passé et fournit les bases pour comprendre l'évolution de la vie ; en toute objectivité, il convient de considérer que sans la paléontologie et la stratigraphie qui en découle, la géologie n'aurait probablement jamais vu le jour ;
- La sédimentologie étudie les phénomènes d'érosion des roches et le dépôt des débris sous forme de sédiments, la transformation de ces derniers par diagenèse en roches sédimentaires compactes, et la succession des diverses strates sédimentaires dans le temps et dans l'espace ;
- La pétrologie ou la pétrographie constituent la science des roches ; elles s'intéressent à l'origine, à la formation et à l'évolution des roches, ainsi qu'à leur description, à leur texture et à leurs propriétés ;
- La minéralogie étudie la nature, la composition et la structure cristalline des minéraux et se rattache à la fois à la géologie et à la cristallographie, cette dernière faisant partie de la physique ;
- La géomorphologie s'intéresse à l'origine et à l'évolution du relief, et plus particulièrement aux processus qui interagissent en façonnant les paysages, à toutes les échelles de temps et d'espace, sur l'interface entre la lithosphère, l'hydrosphère et l'atmosphère ; le plus souvent, on range la géomorphologie parmi les sciences géographiques plutôt que géologiques, car c'est l'une des branches de la géographie physique ;
- L'hydrogéologie étudie les aspects géologiques de l'hydrologie, cette dernière étant plutôt classée parmi les sciences géophysiques (sciences des couches-limites) ; elle possède de nombreuses relations avec la karstologie, science qui traite des milieux karstiques, de la formation des grottes et de la circulation des eaux souterraines ; les connaissances acquises en karstologie et en hydrogéologie sont en grande partie le fait de la spéléologie (exploration sportive et scientifique des cavités souterraines), laquelle reçoit en retour des informations très précieuses de ces sciences ;
- La limnologie s'intéresse à l'étude des eaux continentales et des organismes qui y vivent ; elle concerne à la fois les sciences géologiques et les sciences biologiques ; de même, la pédologie, qui constitue la science des sols, est une discipline aux frontières de la géologie (étude de l'altération des roches, évolution mécanique et chimique des sols) et de la biologie (rôle des organismes dans l'altération de la roche-mère et l'évolution du sol) ;

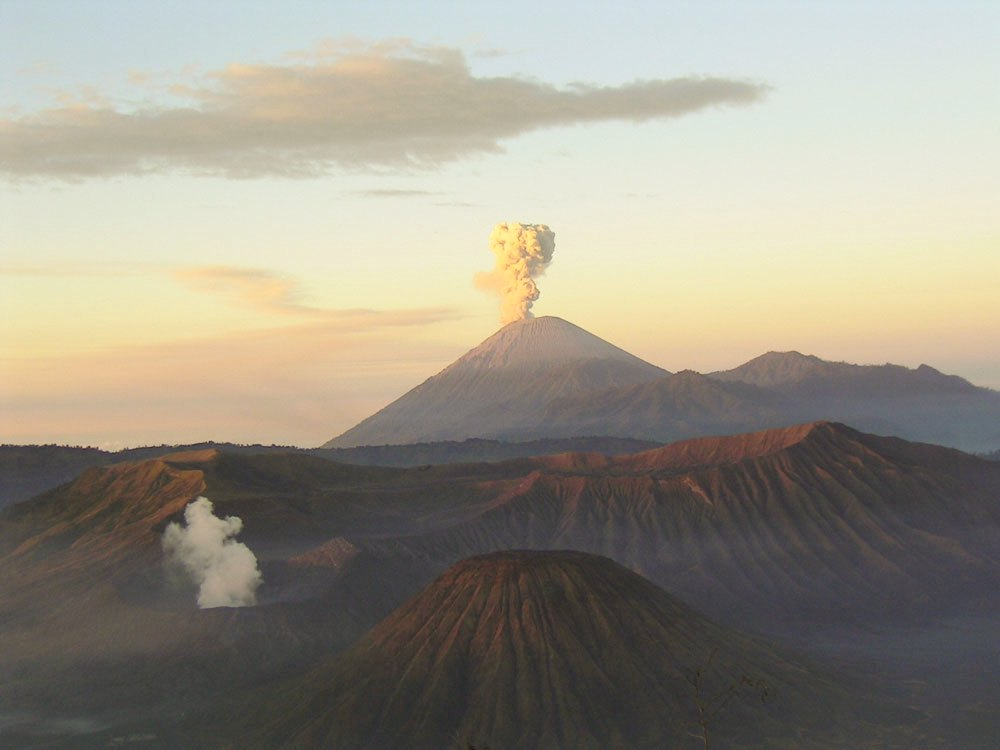
Le volcan du mont Bromo sur l'île de Java, en Indonésie.

- La volcanologie étudie la nature physico-chimique des volcans et leur dynamique propre ; on la classe à la fois parmi les sciences géologiques et parmi les sciences géophysiques, de même d'ailleurs que la géochimie qui étudie la composition chimique des roches, que ce soit en éléments majeurs ou en éléments traces, ainsi que la géochronologie qui permet, grâce à diverses méthodes radiométriques, de dater une roche ou un de ses constituants.
- La pédologie (sciences du sol) étudie les différents composants du sol, leurs caractéristiques morphologiques, minéralogiques, physico-chimiques.
- La stratigraphie qui étudie la succession des différentes couches géologiques de la Terre.

### Sciences géodésiques et géophysiques
La géodésie et la géophysique sont des sciences qui étudient la Terre par des méthodes mathématiques et physiques. Elles sont regroupées officiellement dans le cadre de l'Union géodésique et géophysique internationale, qui comprend les sept subdivisions suivantes, formant autant d'associations internationales :
1. Sismologie et physique de l'intérieur de la Terre ;
2. Volcanologie et chimie de l'intérieur de la Terre ;
3. Géodésie ;
4. Sciences physiques de l'océan (océanologie) ;
5. Sciences hydrologiques ;
6. Géomagnétisme et aéronomie spatiale;
7. Météorologie et sciences de l'atmosphère.

### Science météorologique
Le but de la météorologie est de trouver les lois régissant la dynamique du fluide que l'on nomme l'air et de pouvoir prédire son comportement futur. L'air est un fluide compressible, formé de différents gaz et se trouvant dans une mince couche à la surface d'un référentiel en rotation (la Terre). La météorologie étant une branche de la physique, la théorie des fluides, le calcul des forces et la thermodynamique sont mises à profit pour expliquer le comportement de l'atmosphère.

### Sciences du Vivant
L'écologie étudie les interactions entre la Terre et le vivant en s'intéressant notamment aux interfaces entre géosphère, hydrosphère, biosphère, écosystèmes, économie et sociétés, car ces dernières ont pris une importance croissante avec la conjonction d'une explosion démographique et du développement industriel qui ont fortement augmenté l'empreinte écologique de l'Humanité et des individus qui la composent.
Les sciences de la Terre s'intéressent ainsi à l'étude des impacts du développement et aux modes d'aménagement du territoire en tant qu'impactant plus ou moins fortement la naturalité des milieux, pour trouver des moyens de gérer, restaurer et protéger les ressources primaires (eau, air, sol, diversités génétique, paysagère et spécifique).
Les sciences de la Terre s'intéressent pluridisciplinairement aux conséquences des manières dont l'Homme modifie les dynamiques écopaysagères, climatiques, géomorphologiques, écologiques (biodiversité, de productivité biologique, en incluant des approches de type écotoxicologie, écoépidémiologie, bioindication…). Les sciences de la Terre tentent aussi de mesurer le degré de surexploitation de ressources pas, peu, lentement, difficilement ou coûteusement renouvelables, dans l'espace (aux échelles globales et locales) et dans le temps (écologie rétrospective, paléoécologie…), pour contribuer à élaborer des solutions pour un développement plus soutenable, des mesures conservatoires et mesures compensatoires quand cela semble possible.